# Kłamstwo Krystyny
Kłamstwo Krystyny – polski film fabularny z 1939 roku w reżyserii Henryka Szaro. Film jest adaptacją powieści Stefana Kiedrzyńskiego pt. Dzień upragniony z 1933 roku.

## Obsada
- Kazimierz Junosza-Stępowski – Maurycy Marlecki, ojciec Janka
- Mieczysława Ćwiklińska – Teofila Marlecka, matka Janka
- Jerzy Śliwiński – Janek Marlecki
- Elżbieta Barszczewska – Krystyna Olakówna
- Michał Znicz – Olak, ojciec Krystyny
- Bogusław Samborski – Klimkiewicz, właściciel „Autokoncernu”
- Jacek Woszczerowicz – Krążek, agent „Autokoncernu”
- Loda Halama – tancerka
- Zofia Niwińska – narzeczona Janka Halinka
- Maria Chmurkowska – gość Marleckich
- Stanisław Woliński – portier Józef
- Tadeusz Fijewski – goniec
- Julian Krzewiński – lokaj Marleckich
- Stefan Hnydziński – pijak
- Feliks Chmurkowski – Wróbelek, urzędnik „Autokoncernu”
- Roman Dereń
- Ryszard Misiewicz
- Paweł Owerłło – gość Marleckich